# Biserica de lemn „Sfântul Nicolae” din Fîntînița
Biserica de lemn „Sf. Nicolae” este o biserică amplasată în Fîntînița, raionul Drochia, Republica Moldova. Este un monument arhitectural de importanță națională inclus în Registrul monumentelor Republicii Moldova ocrotite de stat cu nr. 401 (raionul Dondușeni). Datează din 1834.